# Nānvā Kolā
Nānvā Kolā (persiska: نانوا كلا) är en ort i Iran.   Den ligger i provinsen Mazandaran, i den norra delen av landet, 110 km nordost om huvudstaden Teheran. Nānvā Kolā ligger 27 meter över havet och antalet invånare är 160.
Terrängen runt Nānvā Kolā är platt åt nordost, men åt sydväst är den kuperad. Terrängen runt Nānvā Kolā sluttar norrut. Runt Nānvā Kolā är det ganska glesbefolkat, med 39 invånare per kvadratkilometer. Närmaste större samhälle är Maḩmūdābād, 17,8 km nordost om Nānvā Kolā. I omgivningarna runt Nānvā Kolā växer i huvudsak blandskog.